# 軌道近くから他の天体を排除
| 恒星（太陽）               |                                   |                                  |                                   |                                   |                |                |                |
| 太陽の 周りを 回る 天体    | 惑星                              | 惑星                             | 地球型惑星                        | 地球型惑星                        |                |                |                |
| 太陽の 周りを 回る 天体    | 惑星                              | 惑星                             | 木星型惑星                        |                                   |                |                |                |
| 太陽の 周りを 回る 天体    | 惑星                              | 惑星                             | 天王星型惑星                      |                                   |                |                |                |
| 太陽の 周りを 回る 天体    | 準惑星                            |                                  |                                   |                                   |                |                |                |
| 太陽の 周りを 回る 天体    | 小惑星帯にあるもの （ケレスのみ） |                                  |                                   |                                   |                |                |                |
| 太陽の 周りを 回る 天体    | 冥王星型天体                      |                                  |                                   |                                   |                |                |                |
| 太陽の 周りを 回る 天体    | 太陽系 小天体                     | 太陽系 小天体                    | 冥王星型天体以外の 太陽系外縁天体 | 冥王星型天体以外の 太陽系外縁天体 |                |                |                |
| 太陽の 周りを 回る 天体    | 太陽系 小天体                     | 太陽系 小天体                    | 小惑星                            |                                   |                |                |                |
| 太陽の 周りを 回る 天体    | 太陽系 小天体                     | 太陽系 小天体                    | 彗星                              |                                   |                |                |                |
| 太陽の 周りを 回る 天体    | 太陽系 小天体                     | 太陽系 小天体                    | 惑星間塵                          |                                   |                |                |                |
| 太陽の 周りを 回る 天体    | 太陽以外の 天体の周りを 回る天体  | 太陽以外の 天体の周りを 回る天体 | 衛星（未定義）                    | 衛星（未定義）                    | 衛星（未定義） | 衛星（未定義） | 衛星（未定義） |
| ■Portal ■Project ■Template |                                   |                                  |                                   |                                   |                |                |                |

軌道近くから他の天体を排除 (きどうちかくからほかのてんたいをはいじょ、英: Clearing the neighbourhood around its orbit) とは、国際天文学連合 (IAU) が2006年に決定した太陽系の惑星の定義において、太陽系内の天体が惑星とみなされるために満たしている必要がある3つの基準のうちの一つである。残りの2つの基準は、「太陽の周りを回っていること」と、「ほぼ球形の重力平衡状態になるための十分な質量を持っていること」である。
惑星形成の最終段階において、惑星はその軌道領域から「他の天体を排除」、すなわちその領域において重力的に支配的な存在となる。その結果として、自身の衛星やその他の重力的な影響下に置いているもの、および一時的な軌道を持つものを除いて、同程度の大きさを持つ天体は軌道領域には他に存在しなくなる。太陽系内の大きな天体のうち、惑星の定義のその他2つは満たしているが軌道近くから他の天体を排除していないものは、準惑星に分類される。冥王星がこの分類に含まれ、その軌道は海王星の重力の影響下にあり、なおかつ多数のエッジワース・カイパーベルトの天体と軌道領域を共有している。IAU の定義ではこの基準に対して明確な数値や方程式は与えられていないものの、IAU によって認定された惑星は全て、いかなる準惑星やその候補天体よりも遥かにその軌道周辺の天体を排除していると言える。この「他の天体を排除している」という曖昧な条件を、物理量や数式を用いて定量的に厳密化しようという研究も行われている。
この表現は、惑星科学者のアラン・スターンとハロルド・レビソンによって2000年の IAU 総会に提出された論文に由来するものである。彼らは、恒星を公転する天体がその質量と軌道周期に基づいて微惑星を「軌道近くから他の天体を排除」する可能性が高いかどうかを判断するための理論的な基準を考案する際に、いくつかの似た表現を用いた。一方で天文学者の Steven Soter は "dynamical dominance" という表現を用いており、Jean-Luc Margot はこちらの表現の方が「天体を排除」という表現よりも誤解される余地が少ないだろうと指摘している。
2006年以前は、何十年にもわたって新しい惑星は発見されてこなかったため IAU は惑星の命名に関して明確な規則を持っていなかった。その一方で、小惑星や彗星といった多くの新しく発見された小天体に対しては確立された命名の規則が存在した。2005年に発見が報告されたエリスは、大きさが冥王星と同程度であったため命名のプロセスが発見報告後に滞り、正式な命名手続きを行うのは IAU 総会で惑星の定義についての投票結果が出た後とされた。
2015年には、この定義を観測によって決定することが容易な値に基づいて定量化できるような改良を行い、太陽系外惑星に拡張するための提案についての論文が発表された。

## 定量的な基準
このフレーズは、公転する天体 (惑星や原始惑星) が周囲にある小さい天体と重力的に相互作用することにより、時間とともにその軌道周辺の領域から他の天体を「一掃する」ことを指す。大きな天体は軌道を何周もする間に、小天体を自身に降着したり、他の軌道へと乱したり、あるいは衛星や共鳴軌道への捕獲を行ったりする。その結果として、自身の衛星や重力的な影響下に置いているその他の天体を除くと、大きな天体はその軌道領域をその他の大きな天体と共有することはなくなる。重力的な影響下に置いている天体というのは、軌道は交差する可能性があるものの軌道共鳴のため衝突する可能性が無いものを指し、例としては木星と木星のトロヤ群天体、地球とクルースン、海王星と冥王星族の天体が挙げられる。軌道から他の天体を排除する必要な度合いに関しては、Jean-Luc Margot は「重力と放射による力によって小惑星と彗星の軌道は惑星と交差する軌道へと乱され続けるため、惑星がその軌道領域を完全に排除することは決して無い」と強調した上で、IAU は軌道領域からの完全な排除という不可能な基準を意図したわけではなかったと述べている。
IAU が太陽系の惑星の定義を行う前から現在に至るまで、大きな天体がその軌道近くから他の天体を排除することに関して定量的に評価する試みが行われてきた。ここではそれらの基準について概説する。

### スターンとレビソンによるΛ
アラン・スターンとハロルド・レビソンによる2002年の論文では、惑星がその周辺の領域を支配しているかどうかを決定するためのアルゴリズムの探索が行われた。彼らは、ある天体が宇宙の年齢 (ハッブル時間) と同じ期間の間にその軌道領域から小天体を散乱する能力を表す指標として、{\displaystyle \Lambda } を定義した。{\displaystyle \Lambda } は以下の式で定義される無次元量である。
{\displaystyle \Lambda ={\frac {m^{2}}{a^{\frac {3}{2}}}}\,k}
ここで {\displaystyle m} はある天体の質量、{\displaystyle a} は天体の軌道長半径、{\displaystyle k} は散乱されている小天体の軌道要素の関数であり、小天体が散乱される度合いを示す量である。太陽系の惑星が存在している領域では、太陽から特定の距離にある小天体の {\displaystyle k} の平均値にはほとんど違いは無い。
{\displaystyle \Lambda >1} の場合、天体はその軌道領域から小天体を排除している可能性が高い。スターンとレビソンはこの判別式を用いて、太陽を公転している静水圧平衡にある天体を、「周囲にある微惑星を排除するのに十分なほど力学的に重要」である überplanets と、そうでない unterplanets に分割した。ここで überplanets は太陽を公転する8つの重い天体 (すなわち IAU が定義した惑星)、unterplanets はそれ以外 (その後の IAU の定義における準惑星) に相当する。ただしこの基準はある天体が惑星か否かを判断するためのものではなく、惑星をその力学的な性質に基づいた下位カテゴリーに分類する際の基準として提案されたものであることに注意が必要である。彼らの論文中では惑星天体 (planetary body) としての条件は質量のみが提案されており、内部で核融合を過去も現在も起こせないほど低質量で、天体の形状が主に重力によって決まっている、つまり静水圧平衡の状態に到達できる程度の質量があることの2つが惑星天体であるための条件として提案されている。

### Soter によるµ
Steven Soter は2006年の論文で、恒星を公転する天体を惑星と惑星以外に分けるため、観測に基づいた指標である {\displaystyle \mu } を定義してこれを "planetary discriminant" と呼んだ。彼は {\displaystyle \mu } を以下のように定義した。
{\displaystyle \mu ={\frac {M}{m}}}
ここで {\displaystyle \mu } は無次元パラメータであり、{\displaystyle M} は惑星候補の質量、{\displaystyle m} は軌道領域を共有するその他全ての天体の質量である。ここで後者は、惑星候補と同じ恒星からの軌道距離を交差し、軌道周期の違いが一桁未満で共鳴状態には無い全ての天体を指す。
対象とする小天体との軌道周期の違いが一桁未満であるという条件は計算から彗星を除外するためのものであるが、彗星の合計質量はその他の太陽系小天体と比較して無視できる程度でしかないため、これらを含めたとしても結果にはほとんど影響を及ぼさない。惑星候補天体の質量をその天体と軌道領域を共有するその他の天体の総質量で割ることで {\displaystyle \mu } が得られる。これは、軌道領域から小天体がどれだけ排除されているかを示す実際の度合いである。Soter は {\displaystyle \mu >100} であった場合、その天体を惑星とみなすことを提案した。すなわち、ある天体が自身の軌道領域に存在するその他の天体の総質量の100倍を超える質量を持っている場合、その天体を惑星とみなすということを意味する。

### Margot によるΠ
天文学者の Jean-Luc Margot は、天体の質量、軌道長半径、主星の質量のみに基づいて分類分けを行うことの出来る判別式として、{\displaystyle \Pi } (ギリシア文字のΠ) を提案した。スターンとレビソンの {\displaystyle \Lambda } と同様に、{\displaystyle \Pi } は天体が自身の軌道上を一掃する能力を示すものである。しかし {\displaystyle \Lambda } と異なるのは、{\displaystyle \Pi } は純粋に理論にのみ基づいており、太陽系の経験的なデータは使用していないという点である。また Soter の {\displaystyle \mu } を計算するためにはその天体が存在する軌道領域における正確な天体数の情報が必要だが、{\displaystyle \Pi } は太陽系外の天体に対しても決定可能な要素に基づいている。Margot は、ある惑星候補天体がその軌道領域から他の天体を排除するために必要な質量を、以下のように導出した。
{\displaystyle {\frac {M_{p}}{M_{\oplus }}}\gtrsim 1.9\times 10^{-4}C^{3/2}\left({\frac {M_{*}}{M_{\odot }}}\right)^{5/2}\left({\frac {a}{1\,{\rm {au}}}}\right)^{9/8}.}
ここで {\displaystyle M_{p}} は惑星候補天体の質量、{\displaystyle M_{\oplus }} は地球質量、{\displaystyle M_{*}} は主星の質量、{\displaystyle M_{\odot }} は太陽質量、{\displaystyle a} は天体の軌道長半径である。また {\displaystyle C} はその天体が軌道上の他の天体を排除している領域の広さを示す量であり、天体のヒル半径の何倍かで決まる無次元量である。なおこの式では主星の主系列段階の寿命は100億年であることが仮定されている。その上で、Margot は {\displaystyle \Pi } を
{\displaystyle \Pi ={\frac {M_{\rm {body}}}{M_{\rm {clear}}}}}
と定義した。{\displaystyle M_{\rm {clear}}} は天体がその軌道領域から他の天体を排除するために必要な質量で、1番目の式の右辺に相当する。{\displaystyle M_{\rm {body}}} は惑星候補天体の質量を地球質量を単位として表したものである。この判別式において、天体の {\displaystyle \Pi } が1を超えているものが惑星であるとした。また {\displaystyle C} の値としては {\displaystyle 2{\sqrt {3}}}、つまり他の天体を排除している領域の広がりは最低限その天体のヒル半径の {\displaystyle 2{\sqrt {3}}} 倍が必要であるとしている。これは、惑星は "feeding zone" と呼ばれる一定の範囲内の固体物質を惑星に降着しているはずという要請に基づくものである。
{\displaystyle \Pi } は、ある候補天体が近傍の軌道にある小さな天体に十分なエネルギーを与え、一定の軌道範囲から小天体を排除するために必要な周回数の計算に基づく指標である。一方で {\displaystyle \Lambda } は小惑星帯における小惑星が排除されるのに必要な平均的な時間を用いており、太陽系内のその領域のバイアスが掛かっているという点で異なるものである。
なお、ここで定義されている {\displaystyle \Pi } は惑星が円軌道にあることを仮定している。軌道領域から他の天体を排除する時間スケールが惑星の軌道離心率にどう依存するかについては追求されておらず、Margot の論文では将来的な課題であると述べられている。ただし惑星が近傍の他の天体の軌道を重力によって変化させることに関しては離心率によらないため、離心率によらず判別式は適用可能だろうとの見解を述べている。

## 具体的な数値
天体が軌道領域の他の天体を排除しているかどうかの定量的な指標について、太陽系内の惑星と準惑星の具体的な数値を挙げたものが下の表である。国際天文学連合が定めている8つの惑星は全て、{\displaystyle \Pi } は1よりも数桁大きな値となる一方、全ての準惑星は1を数桁下回る値となる。{\displaystyle \Lambda } と {\displaystyle \mu } についても、8つの惑星はそれぞれの基準値 ({\displaystyle \Lambda } は 1、{\displaystyle \mu } は 100) を数桁上回る値を持つが、準惑星やその他の小天体は数桁下回る。
| 順位                                                                                   | 天体名   | Π (Margot) | μ (Soter) | Λ (スターン・ レビソン) | 質量 (kg)   | 天体の種類 |
| -------------------------------------------------------------------------------------- | -------- | ---------- | --------- | ----------------------- | ----------- | ---------- |
| 1                                                                                      | 木星     | 4.0×104    | 6.25×105  | 1.3×109                 | 1.8986×1027 | 第5惑星    |
| 2                                                                                      | 土星     | 6.1×103    | 1.9×105   | 4.7×107                 | 5.6846×1026 | 第6惑星    |
| 3                                                                                      | 金星     | 9.5×102    | 1.3×106   | 1.7×105                 | 4.8685×1024 | 第2惑星    |
| 4                                                                                      | 地球     | 8.1×102    | 1.7×106   | 1.5×105                 | 5.9736×1024 | 第3惑星    |
| 5                                                                                      | 天王星   | 4.2×102    | 2.9×104   | 3.8×105                 | 8.6832×1025 | 第7惑星    |
| 6                                                                                      | 海王星   | 3.0×102    | 2.4×104   | 2.7×105                 | 1.0243×1026 | 第8惑星    |
| 7                                                                                      | 水星     | 1.3×102    | 9.1×104   | 1.9×103                 | 3.3022×1023 | 第1惑星    |
| 8                                                                                      | 火星     | 5.4×101    | 5.1×103   | 9.3×102                 | 6.4185×1023 | 第4惑星    |
| 9                                                                                      | ケレス   | 4.0×10−2   | 0.33      | 1.3×10−3                | 9.43×1020   | 準惑星     |
| 10                                                                                     | 冥王星   | 2.8×10−2   | 0.08      | 3.0×10−3                | 1.29×1022   | 準惑星     |
| 11                                                                                     | エリス   | 2.0×10−2   | 0.10      | 2.0×10−3                | 1.67×1022   | 準惑星     |
| 12                                                                                     | ハウメア | 7.8×10−3   | 0.02      | -                       | 4.0×1021    | 準惑星     |
| 13                                                                                     | マケマケ | 7.3×10−3   | 0.02      | -                       | ~4.0×1021   | 準惑星     |
| 数値について注釈のないものは、Π は Margot の論文、Λ と μ は Soter の論文が出典である。 |          |            |           |                         |             |            |

水星と冥王星は質量が25倍程度しか違わないが {\displaystyle \mu } の値には 106 倍もの違いがある。そのためこれは単に天体の質量のみを反映しているわけではなく、完全に降着して形成された惑星と、そうではない天体との間の明確な違いを示しているものであると考えられる。また、天体質量とその周囲の小天体の総質量の比較から導出された {\displaystyle \mu } と、天体が他の天体を散乱する時間スケールに基づいて導出された {\displaystyle \Lambda } および {\displaystyle \Pi } は基準が異なるものの、やはり惑星とそれ以外では値に数桁の明確な違いが生じる。
先述の通り、スターンとレビソンによる {\displaystyle \Lambda } は太陽系内の観測値に依存し、Soter による {\displaystyle \mu } はその天体周辺の他の天体の総数という精密な観測が要求される量に依存するが、Margot による {\displaystyle \Pi } はそれらには依存しない形式となっている。これを元に Margot は太陽系外惑星へもこの判別式を適用し、2015年時点で恒星や惑星の特性が判明している全ての系外惑星とその候補天体は、パルサー惑星も含め全てが惑星の基準を満たすとした。さらに、国際天文学連合によって定められた太陽系の惑星の定義を、この指標を用いて太陽系外惑星へも拡張することを提案している。

## 論争

エッジワース・カイパーベルトにある天体の、おおまかな距離と軌道傾斜角を示したグラフ。赤色で示された天体は海王星と軌道共鳴を起こしており、冥王星 (最も大きな赤い丸) は 2:3 共鳴にある冥王星族天体の「スパイク」状の分布の中に位置している。

NASA の冥王星探査機ニュー・ホライズンズ計画を率いるアラン・スターンは、軌道近くから他の天体を排除できていないことに基づいて冥王星を再分類することには同意しないとの意見を表明している。スターンの主張によると、国際天文学連合の定義の言い回しは曖昧なものであり、また冥王星と同様に、地球や火星、木星、海王星もその軌道の周辺の天体を排除していない。実際、地球の軌道領域には10000個もの地球近傍小惑星が存在しており、木星はその軌道上に10万個ものトロヤ群小惑星を持っている。またスターンは「もし海王星がその領域を排除したならば、冥王星はそこに存在しなかっただろう」とも述べている。
なおスターン自身も、天体が他の天体を排除しているかどうかの定量的な基準をレビソンと共に考案している (上記の {\displaystyle \Lambda })。この論文は2006年の国際天文学連合による惑星の定義以前のものであり、論文中で述べられている通り、恒星を公転する惑星を、周囲の他の天体を排除するほどに力学的に重要な存在である überplanets と、そうではない "unterplanet" に定量的に分類することを目的としている。スターンとレビソンが提案した指標である {\displaystyle \Lambda } はあくまで惑星を力学的に分類するためだけのものであり、スターンはこの力学的な特徴という天体の本質的な属性ではない指標を「惑星とは何か」の定義付けに用いるのではなく、静水圧平衡を保つことの出来る適度な質量といった天体の本質的な属性を用いるべきだと提唱している。